# ليغستكم سترياتوم
ليغستكم سترياتوم هو نبات مزهر في عائلة الجزر المعروفة عن استخدامه في الطب الصيني التقليدي حيث يعتبر واحدا من 50 الأعشاب الأساسية. ومن المعروف بالاسم الشائع Szechuan lovage ، و chuānxiōng باللغة الصينية: 川芎. هي موطن الهند وكشمير ونيبال. أنه يحتوي على phytoprogestogens 3,8-dihydrodiligustilide و riligustilide.